# Арзуф

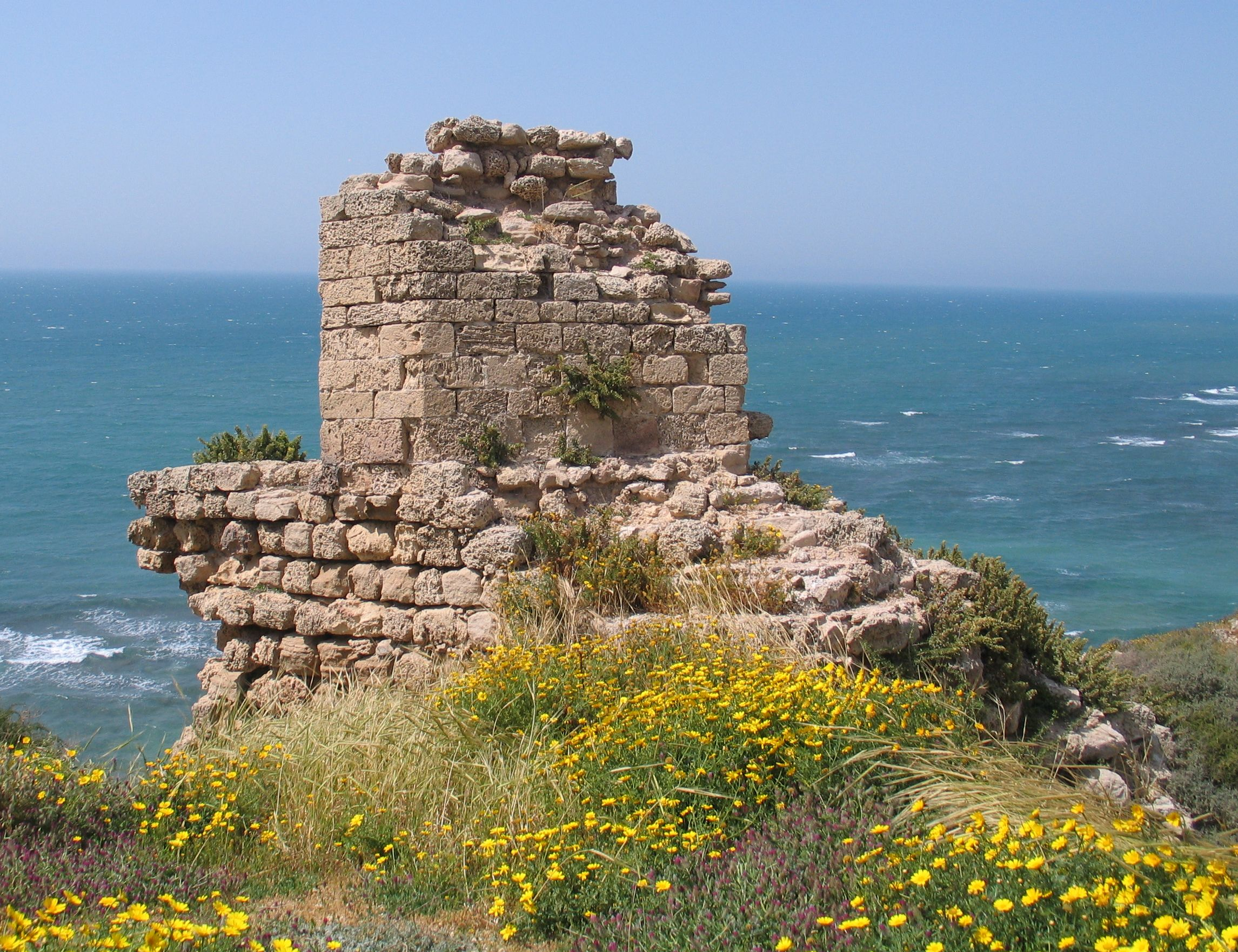
Рештки фортеці хрестоносців

Арзуф — стародавнє місто на території сучасного Ізраїлю, національний парк.

## Історія
Місто було засновано за часів перського правління (ймовірно, з 6 до 4 століття до н. е.). Фінікійці назвали захоплене у персів місто Аршуфом на честь Решефа — одного з фінікійських богів. Місто стало знаменитим завдяки виробництву тканини і барвника пурпурового кольору, а також широкій морській торгівлі. Це був важливий торговельний центр караванної торгівлі на стародавньому торговому шляху з Єгипту в Ліван.
В елліністичний період місто продовжувало розвиватись Аршуф перейменували на Аполлонію. У римський період Аполлонія стала крупним поселенням між Яффою та Кесарією. У 113—114 роках місто постраждало від землетрусу.
Найрозвиненішою промисловістю цього періоду було виробництво скла. У 640 році місто було завойовано арабами. Місту було повернуто історичну назву Аршуф. Невдовзі мусульмани обнесли місто стіною. У 1099 році хрестоносці завоювали Єрусалим, у 1101 році Балдуїну I вдалось захопити Арзуф за допомогою генуезького флоту. У його північній частині було зведено замок. Після поразки хрестоносців у битві під Гаттіном (1187) Арзуф опинився під мусульманським контролем.
7 вересня 1191 року, після того як війська Річарда I розгромили армію Саладіна на підступах до міста, Арзуф зайняли християни. До 1241 року в місті зведено нову фортецю і створено новий великий порт. У березні 1265 року султан Бейбарс на чолі великої армії почав сорокаденну облогу міста, після якої фортеця пала й більше ніколи не відновлювалась.
У 1970-х і 1990-х роках було проведено археологічні розкопки. Арзуф (Аполлонія) було проголошено національним парком.